# Clanfield, Oxfordshire
Clanfield är en ort och en civil parish i Storbritannien.   Den ligger i grevskapet Oxfordshire och riksdelen England, i den södra delen av landet, 100 km väster om huvudstaden London. Clanfield ligger 74 meter över havet och antalet invånare är 879.
Terrängen runt Clanfield är platt.Runt Clanfield är det ganska tätbefolkat, med 207 invånare per kvadratkilometer. Närmaste större samhälle är Carterton, 4,8 km norr om Clanfield. Trakten runt Clanfield består till största delen av jordbruksmark.